# Hiroyuki Takahashi
Hiroyuki Takahashi (高橋宏行?, Takahashi Hiroyuki; 6 gennaio 1962) è un ex calciatore giapponese, di ruolo portiere.

## Carriera
Formatosi nella sezione calcistica del circolo sportivo dell'università Hosei, nel 1984 fu assunto alla Mitsubishi Motors dove venne incluso nella rosa della squadra calcistica aziendale. Dopo essersi alternato per alcune stagioni con Akihisa Sonobe per il posto di portiere titolare, a partire dal 1989 iniziò a ricoprire esclusivamente ruoli di riserva fino al ritiro, avvenuto in concomitanza con il passaggio della squadra allo status di squadra professionistica.
Nel corso della sua carriera, conclusasi nel 1992, ha disputato 58 incontri in massima serie.

## Statistiche

### Presenze e reti nei club
| Stagione | Squadra               | Campionato | Campionato | Campionato |
| Stagione | Squadra               | Comp       | Pres       | Reti       |
| -------- | --------------------- | ---------- | ---------- | ---------- |
| 1984     | Mitsubishi Heavy Ind. | JSL1       | 4          | -?         |
| 1985-86  | Mitsubishi Heavy Ind. | JSL1       | 22         | -?         |
| 1986-87  | Mitsubishi Heavy Ind. | JSL1       | ?          | -?         |
| 1987-88  | Mitsubishi Heavy Ind. | JSL1       | ?          | -?         |
| 1988-89  | Mitsubishi Heavy Ind. | JSL1       | ?          | -?         |
| 1989-90  | Mitsubishi Heavy Ind. | JSL2       | 0          | 0          |
| 1990-91  | Mitsubishi Motors     | JSL1       | 1          | -?         |
| 1991-92  | Mitsubishi Motors     | JSL1       | 0          | 0          |
|          | Totale                |            | 58         | -?         |

## Palmarès
- Japan Soccer League Division 2: 1

1989-90